# پل پستی
پل پستی (انگلیسی: Paul Pesthy; ۲۵ مارس ۱۹۳۸ – ۲۸ اکتبر ۲۰۰۸) ورزشکار دو و میدانی اهل مجارستان بود.
وی در مسابقات کشوری و بین‌المللی در مجموع برندهٔ ۱ مدال نقره شده‌است.